# Magellan
Magellan (マゼラン Mazeran) es un personaje ficticio del anime y manga One Piece. Magellan es el vice-alcaide y la fuerza más poderosa de la prisión más grande del mundo de One Piece "Impel Down".

## Personalidad
A pesar de su cruel reputación, el  personaje  es una persona responsable y preocupada por las acciones de Impel Down, teniendo en cuenta a sus demás subordinados en los cuales el confía. Clara afirmación de esto se ve en su estima en Hannibal, ya que Magellan asegura que es el único que puede hacerse cargo de Impel Down además de él, sin embargo haciendo honor a su reputación Magellan es un maestro del infierno torturando y no mostrando piedad hacia ningún ser vivo el cual el crea una amenaza o desafie su autoridad. Magellan tiene tal autoridad en la prisión que puede decidir arbitrariamente la vida de los internos matando a cualquiera, si él lo cree conveniente.

## Relaciones
Como alcaide de la prisión Magellan tiene autoridad absoluta sobre todo el complejo y sus ocupantes, todas las acciones de Impel Down le son reportadas ya sea a él o a Hannibal pero debido a la naturaleza de sus poderes que le impiden trabajar de manera regular en la prisión generalmente es Hannibal quien lo sustituye en estas labores. Cuenta con un equipo muy capacitado que le ayuda a mantener el orden en todo el complejo:
Hannibal:
Alcaide y ex-mano derecha de Magellan, generalmente es llamado persona ambiciosa ya que su sueño es ocupar el lugar de Magellan como alcaide, sus acciones en la prisión son muy importantes. Como ya mencionó, Magellan necesitaba a una persona de fiar para cuidar las acciones de la prisión mientras el no pudiera. Aunque generalmente siempre piensa en como perjudicar a su jefe y hacerlo perder su puesto. Cabe destacar que Magellan asegura que Hannibal es el único que puede reemplazarlo como alcaide de Impel Down, demostrando su gran estima por su subordinado.
Domino:
Jefe de guardias de Impel Down además de la encargada de hacer los chequeos a todas las personas que entran a Impel Down, es una mujer atractiva pero sumamente estricta que siempre exige que las cosas se hagan a la perfección y a tiempo.
Sadi:
Jefe de las bestias torturadoras, una mujer algo extravagante a la hora de realizar sus deberes, entre los cuales están torturar a los prisioneros y algunos guardias que hacen mal su trabajo; cabe agregar que tiene la peculiar característica de agregar la expresión "hmmmm.....", cuando golpea o ve sufrir a otras personas. Recienmente, se reveló que Sadi tiene un gran enamoramiento por Magellan.
Saldeath:
Jefe de los blugori a quienes dirige usando una melodía que interpreta con su tridente, que también es una flauta. Es un hombre pequeño con apariencia demoníaca pero mucho menos aterradora que la de Magellan.
Shiryuu:
Más conocido como Shiliew de la lluvia (Ame no Shiryuu) fue alguna vez uno de los carceleros de Impel Down pero debido a sus inhumanas formas de tratar a los internos fue sentenciado de por vida al nivel 6 de Impel Down, muchos estipulan que Shiryuu y Magellan son iguales en fuerza pero, debido a las limitaciones físicas de Magellan, Shiryuu es considerado el más peligroso de los dos.

## Habilidades
Magellan es, en efecto, uno de los personajes más poderosos de la serie, tanto que Jinbe y Crocodile, ambos personajes extremadamente poderosos, no tuvieron más opción que huir de él. De hecho, Magellan derrotó casi instantáneamente a los Piratas de Barba Negra de ese entonces (aunque la banda subestimo el poder de Magellan). Magellan ha mostrado tener una fuerza física fuera de lo ordinario y una velocidad considerable a pesar de su tamaño.
Magellan es poseedor de una fruta paramecia llamado Doku Doku no mi (veneno-veneno) la cual le permite crear todo tipo de sustancias tóxicas sumamente venenosas las cuales puede arrojar o manipular su forma como es el caso de la Hidra. Los venenos de magellan pueden ir desde provocar dificultad para respirar, hasta provocar un inmenso dolor 24 horas antes de morir o bien el kinjite el veneno más poderoso de magellan el cual es capaz de fundir la roca sólida y que casi acabó por destruir Impel Down. Otra característica de esta fruta es que lo hace inmune a cualquier tipo de veneno permitiéndole ingerir cualquier substancia sin riesgo a su salud. 
La única desventaja de tener esta habilidad es que el usuario debe permanecer en el baño con diarreas dependiendo de cuanto veneno haya utilizado o ingerido, esta desventaja es lo que evita que magellan cumpla sus deberás a tiempo completo en la prisión.

## Ataques
- Hidra

Haciendo uso de una gran cantidad de veneno Magellan da forma de serpiente al veneno con el cual puede perseguir y atacar a su oponente, el veneno que desprende este ataque provoca la paralizis de todos los sentidos y actúa dependiendo de la cantidad de veneno que se suministre a sus víctimas pero con el mismo resultado. Este ataque puede variar ya que por lo general la Hidra puede tener de una a tres cabezas.
- Venom road (Camino venenoso)

Al principio Magellan utiliza a la hidra para llegar a su objetivo luego la detiene y se desplaza a través del veneno a una velocidad muy rápida para luego sorprender a su objetivo con cualquier otro ataque, este ataque lo utiliza para compensar su falta de agilidad en el combate.
- Cloro ball (Esfera de cloro)

Magellan comienza por juntar una cantidad de veneno en su boca para luego escupirla en forma de esfera hacia su objetivo. Este ataque es muy potente además de que abarca una gran cantidad de espacio ya que al momento de explotar despide una sustancia sumamente tóxica que evita que las personas puedan respirar, al mismo tiempo que hace que los ojos lloren evitando que puedan percatarse de él.
- Doku gumo (Nube venenosa)

Un ataque muy parecido al ataque de Boa Marigold el cual consiste en producir el veneno pero al mismo tiempo este se evapora contaminando el aire a su alrededor, en un principio la víctima comienza a marearse y perder el equilibrio para luego tener alucinaciones sumamente fuertes. A diferencia del veneno de Marigold, Magellan puede producir veneno con su propio aliento además que su veneno es mucho más poderoso y dañino que el de ella, el cual solo provoca un malestar menor en comparación al de Magellan.
- Kinjite "jigoku no shinpan" (Veneno demoniaco "Juicio Infernal")

La técnica más devastadora de Magellan, el Kinjite es considerado por Magellan como una técnica prohibida ya que este veneno es sumamente destructivo. Al comenzar a producirse corroe e infecta todo lo que toca como si de una enfermedad se tratase, razón por la cual Magellan no lo usa a menos que la situación de verdad lo amerite.
- Venom demon (Demonio venenoso)

Gracias a su habilidad de darle forma y manipular el veneno, Magellan crea un enorme demonio formado con el veneno del Kinjite que sigue todos los movimientos de Magellan. En esta forma Magellan puede arasar todo a su paso incluyendo las paredes de roca de la prisión.
- Doku fugu (Pez globo venenoso)

Magellan comienza a inahalar aire expandiendo su pecho para luego mezclarlo con veneno el cual escupe hacia su objetivo.
Armas
Solo se ha visto a Magellan quitándose los cuernos y usándolos como estacas impregnadas de veneno. Agregando la fuerza y el veneno de Magellan se vuelven armas temibles.

## Historia

### Ingresando a Impel Down
Veinte años atrás, Magellan comenzaba como carcelero en Impel Down al mismo tiempo que Hannyabal solo que él fue asignado al nivel seis y Hannyabal al nivel uno, al parecer Magellan destacaba dentro de la prisión ya que fue rápidamente asignado a un nivel tan importante, además de que parecía siempre estar pendiente de que Hannyabal no cometiera errores.

### El escape de Kinjishi
Después de que Shiki fuera derrotado en Marine Ford por Sengoku y Garp es llevado inmediatamente al nivel 6 de Impel Down donde es custodiado por Magellan. En un acto desesperado Kinjishi corta sus piernas para así tener una oportunidad de escapar de Impel Down colocándose sus espadas en los pies y salir volando gracias a su habilidad. El acontecimiento fue tan grande que el mismo Magellan no podía creer lo que estaba sucediendo en la prisión y Kinjishi se convirtió con esto en la primera persona en escapar del Gran Gaol.

### La llegada de Hancock
Después de dejar Amazon Lily junto con Luffy para rescatar a Ace, Hancock logra meter secretamente a Luffy dentro de Impel Down exitosamente. Luego de esto Hancock es llevada al nivel cuatro donde se encuentra la oficina de Magellan para ser recibida y escoltada para ver a Portgas D. Ace. Magellan se presenta ante ella quedando encantado por la belleza de la Shichibukai inmediatamente, momentos después Magellan escolta a Hancock a ver a Ace, debido a un alboroto causado por los demás internos del nivel seis, Hancock comienza a fingir que estaba incomoda con todo el alboroto. Indignado por esto Magellan hace un despliegue de su poder atacando a los prisioneros envenenándolos con el poder de su Hidra y debido al alboroto que ocasionó Magellan con su ataque a algunos prisioneros del nivel 6, Hancock tiene oportunidad de hablar rápidamente con Ace dándole la noticia de que su hermano vino para poder rescatarlo. Magellan no pudo oír la conversación de Hancock con Ace y creyendo que no era nada importante acompaña a Hancock hasta el nivel cuatro encaminándola hacia la salida.

### El intruso
ayudado por Hancock, Luffy consigue infiltrarse exitosamente en Impel Down, para luego ser descubierto alertando a todo el complejo. Magellan lo toma como una amenaza menor creyendo que solo se trataba de otro interno que escapo de su celda por lo que decide dejar que sus subordinados se hagan cargo de él. Después de que Luffy comenzara a abrirse paso hacia los niveles inferiores, Magellan recibe la noticia de que su intruso era el pirata Monkey D. Luffy además de la información de que él y el prisionero Portgas D. Ace son hermanos, por lo que organiza a las fuerzas principales de Lmpel Down en el nivel cuatro diciendo que si Luffy lograra llegar hasta ese nivel el mismo se encargaría de él.

### Veneno vs Goma
Luffy logra llegar al infierno del calor abrazador donde percibe olor a comida y decide ir a buscarla, dirigiéndose a la cocina pero antes de poder llegar caen unas gotas de apariencia extraña justo enfrente de él yfrenado su camino, para luego recibir como caído del cielo a un imponente Magellan quien le dice que sabe por qué está aquí (que es para rescatar a su hermano) por lo cual no podría seguir más abajo. Luffy diciendo que no tenía tiempo que perder comienza atacando a Magellan pero es detenido por Bon Clay diciéndole que era inútil pelear contra alguien a quien ni siquiera puedes tocar. Magellan centra su atención en Luffy dándole libertad a Mr. 2 de escapar dejando a su amigo atrás a merced de Magellan, Luffy hace caso de la advertencia de mr. 2 y decide conservar una actitud defensiva contra la hibilidad de Magellan creyendo que podría dejarlo atrás y seguir con su camino pero este le dice que toda la seguridad del nivel 4 había sido reforzada para evitar que él y su grupo pudieran escapar. Decidido a rescatar a su hermano Luffy decide atacar a Magellan con un potente ataque y aun sabiendo que su veneno se inpregnaria en él, decide sacrificar sus manos a perder la oportunidad de rescatar a Ace, con esto Magellan decide mostrarle la magnitud de sus poderes diezmando las habilidades de Luffy con su veneno. En un intento desesperado, Luffy decide darlo todo en un ataque más contra el ataque Hidra de Magellan terminado por ser engullido por una de las cabezas de esta y acabando la pelea con un Luffy al borde de la muerte. Dando por terminado el trabajo Magellan da la orden de llevar a Luffy al nivel 5 para que muera más tarde por los efectos del veneno.

### La fuga
Poco antes de que Luffy se saliera de su tratamiento Magellan entrega a Ace a los marines para ser llevado a Marine Ford para su ejecución, dando por seguro que su hermano aún estaba dentro de Impel Down. Luffy y su grupo de rescate llegan al nivel seis, solo para saber que Ace ya había sido llevado a Marine Ford sabiendo esto deciden ir a rescatarlo al cuartel general. Magellan al tanto de la situación prepara todas las fuerzas de Impel Down para frenar la fuga de los prisioneros, y aún más sorprendido de esto se entera de que Luffy está vivo y dirige la fuga de la prisión. Completamente confundido comienza a correr hacia los niveles inferiores para interceptarlos. Mientras y enterado de la situación de la prisión, Shiliew le hace saber a Magellan que si la situación se le sale de control el podría prestarle su poder y ayudarlo a detener todo. Aun sabiendo el peligro que representa Shiliew fuera de su celda, decide aceptar su ayuda y dejarlo salir pero lejos de intentar ayudar a Magellan, Shiliew comienza a matar a los guardias y comienza a pasear por toda la prisión.

### El arribo de barbanegra
Mientras se daba lugar la fuga de la prisión un visitante inesperado llega a Impel Down; el Ouka Shichibukai Marshall D. Teach "Kurohige" quien decidido a entrar comienza a atacar a los guardias de la prisión abriéndose paso hasta el nivel cuatro junto con su tripulación, donde entabla una pequeña charla con Luffy antes de ser interceptados por Magellan. El grupo de Luffy aprovecha la oportunidad y escapa mientras Magellan se enfrenta a Teach. De manera casi instantánea la habilidad de Barbanegra es diesmada por el veneno de Magellan dejándolo a él y su tripulación al borde de la muerte. Después de esto Magellan sigue persiguiendo a luffy y su equipo, poco antes de que estos lograran escapar. Shiliew acude a ayudar a Barbanegra y su tripulación dándoles el antídoto y salvándoles la vida, Barbanegra le ofrece ser parte de su tripulación a lo cual Shiliew le dice que solo había estado esperando dentro de Impel Down para unirse a alguien como él.

### La gran huida
Mientras que el número de prisioneros en fuga va en aumento, Magellan logra interceptar a Ivankov e Inazuma y entabla un combate en contra de ellos derrotando fácilmente a Inazuma y luego cubriendo por completo a Ivankov con su veneno, para finalmente alcanzar a Luffy y los otros prisioneros. Luffy se prepara para enfrentar a Magellan por segunda vez, pero en esta ocasión, ayudado por Mr. 3, haciéndole un Candle Champion, es decir una armadura de cera, con el cual, por fin consigue tocar al director. Ante esta situación, Magellan usa su última arma, el veneno demoníaco "juicio Infernal", el cual usado descuidadamente es capaz de arrasar todo Impel Down. Este poder tiene efecto corrosivo y es capaz de extenderse por cuerpo, rocas y cera destruyendo todo lo que encuentra a su paso. El grupo de fugitivos consigue huir hacia la entrada pero allí Luffy ante la falta del barco decide hacer una patada en Gear Third con una pared de cera gigante de Mr. 3 para retrasar a Magellan. Posteriormente gracias a Ivankov, Luffy y todos los demás son impulsados hacia el mar, tal como les dijo Jinbei que hicieran. Magellan intenta impedirlo con el brazo de su Venom Demon pero no lo consigue. Finalmente ve con cara de sorpresa que un grupo de tiburones ballena llamados por Jinbei recogen a Luffy y a los otros antes de que caigan al mar, para finalmente ponerlos en el barco de la marina.
Desesperado y furioso, Magellan ordena a sus guardias que cierren la puerta de la justicia. Pero sorprendentemente, otro Magellan pide que la abran. Los guardias piensan que se ha vuelto loco, pero después el verdadero Magellan llega a la sala de control y encuentra a su impostor, que no es otro sino Mr.2 Bon Kurei, haciéndose pasar por él. Después de ver una conmovedora escena de amistad del ex baroque works, Magellan se prepara para acabar con la vida de Bon Kure, preguntándole sus últimas palabras, a lo que Bon Kurei contesta que no tiene ningún arrepentimiento.

### Después de la guerra
La última noticia que se recibió acerca de Magellan es que se encuentra en recuperación al haberse enfrentado el solo a todo el motin después de la liberación de los presos del nivel seis. Aun en ese estado el acepta la responsabilidad e informa que quiere reincorporarse a sus actividades lo antes posible.
Por lo que al regresar se le ve como Vicealcalde, con lo cual se supone que lo destituyeron de su puesto por lo que pasó hace 2 años, además de que se le ve con cicatrices y prótesis metálicas en su cuerpo.
Otro dato es que se reveló que Mr 2 aun esta vivo, por lo que logró sobrevivir a su veneno y es el nuevo rey Okama, al parecer Magella no logró Matar a Bon kure.

## Trivia
- Magellan se ha enfrentado a 4 Shichibukai, y ha derrotado en concreto a uno: Barbanegra. Hizo huir a Jinbe y a Crocodile (estos no tenían oportunidad contra el) y fue "derrotado" sutilmente por otro: Boa Hancock, quien lo enamoró para distraerlo de perseguir a Luffy.
- Es posible que este personaje esté inspirado en el navegante portugués Fernando de Magallanes.
- El ataque Hidra está inspirado en el mito griego de la Hidra de Lerna, la cual era un monstruo serpiente de siete cabezas que poseía un veneno mortal.
- Su nombre pudo ser inspirado en George B. McClellan, general de la guerra civil americana.

- Datos: Q3843119